# 杉元伶一
杉元 伶一（すぎもと れいいち、1963年（昭和38年） - ）は、日本の小説家、漫画原作者である。

## 人物
埼玉県生まれ。早稲田大学社会科学部中退。1987年（昭和62年）、『東京不動産キッズ』で第49回小説現代新人賞を受賞した。
独特の皮肉な作風で、時流を鋭く描き出すことを得意とした。小説の他に、エッセイ・漫画原作もある。刊行された中では最初の長編小説である、『就職戦線異状なし』（1990年（平成2年））は、1991年（平成3年）に金子修介監督で映画化された。

## 作品
オリジナル長編小説
- 就職戦線異状なし　講談社（1990年）、講談社文庫（1992年）
- 君のベッドで見る夢は　講談社（1996年）
- スリープ・ウォーカー　講談社ノベルス（1997年）

エッセイ
- フリーター・クロニック　講談社（1989年）、講談社文庫（1996年）

合作エッセイ
- ナウなヤング　合作者・水玉螢之丞　岩波ジュニア新書（1989年）

漫画原作
- 東京不動産キッズ（杉本成三名義）　画・上鹿渡健二　全1巻　月刊アフタヌーン連載　講談社（1988年）
- 国民クイズ　画・加藤伸吉
  - 講談社モーニングKC版　全4巻　1994年〜1995年
  - 太田出版（合本版）版 上下2分冊　2001年7月
- ネイキッド 変體累ヶ淵（全3巻）　画・米餅昭彦　講談社（1998年）

## その他
- 朝日新聞の文化面2022年新春企画「覧古考新」の1回目（元日に掲載）では、『国民クイズ』および伊藤計劃の『ハーモニー』を取り上げ、民主主義と自由などについて考察し、原作者の杉元もコメントした。またこれに関連して、同紙デジタル版では「『国民クイズ』原作者、30年目の回顧　あの頃、そして現代の閉塞感」と題した杉元へのインタビュー記事も載った。